# Abutre e a garotinha

A fotografia da fome no Sudão de 1993, tirada por Kevin Carter

O Abutre e a garotinha (em inglês, The vulture and the little girl) é uma fotografia famosa de Kevin Carter que apareceu pela primeira vez no The New York Times em 26 de março de 1993. É uma frágil imagem de um menino atingido pela fome, inicialmente considerado uma menina, que desmaiou em primeiro plano com um abutre encapuzado observando-o de perto. A criança estava tentando chegar a um centro de alimentação das Nações Unidas a cerca de meia milha de distância em Ayod, Sudão (atualmente Sudão do Sul), em março de 1993, e sobreviveu ao incidente. A imagem ganhou o Prêmio Pulitzer de Fotografia de Destaque em 1994. Carter suicidou-se quatro meses após ganhar o prêmio.

## Contexto
O Triângulo da Fome, um nome usado pelas organizações de ajuda humanitária na década de 1990 para a área definida pelas comunidades do sul do Sudão de Kongor, Ayod, e Waat, dependia da UNESCO e outras organizações de ajuda para combater a fome. Quarenta por cento das crianças da área com menos de cinco anos estavam desnutridas em janeiro de 1993, e estimava-se que 10 a 13 adultos morriam de fome diariamente apenas em Ayod. Para aumentar a conscientização sobre a situação, a Operação Lifeline Sudan convidou fotojornalistas e outros, previamente excluídos de entrar no país, para relatar as condições. Em março de 1993, o governo começou a conceder vistos a jornalistas para uma estadia de 24 horas com severas restrições em sua viagem pelo país, incluindo supervisão governamental em todos os momentos.

## Silva e Carter no Sudão

### Convite pela Operação Lifeline Sudan
Em março de 1993, Robert Hadley, um ex-fotógrafo e na época oficial de informações da ONU para a Operação Lifeline Sudan, convidou João Silva e Kevin Carter para irem ao Sudão e relatar a fome no sul do país, viajando para o sul do Sudão com os rebeldes. Silva viu isso como uma chance de trabalhar mais como fotógrafo de guerra no futuro. Ele iniciou os preparativos e conseguiu as designações para cobrir as despesas da viagem. Silva contou a Carter sobre a oferta e Carter também estava interessado em ir. Segundo o fotógrafo de guerra Greg Marinovich, Carter viu a viagem como uma oportunidade para resolver alguns problemas "em que se sentia preso". Para tirar fotos no Sudão era uma oportunidade para uma carreira melhor como freelancer, e Carter estava aparentemente "eufórico, motivado e entusiasmado com a viagem". Para pagar a viagem, Carter conseguiu algum dinheiro da Associated Press e outros.

### Esperando em Nairobi
Silva e Carter pararam em Nairobi a caminho do Sudão. Os novos combates no Sudão forçaram-nos a esperar lá por um período não especificado. Carter voou com a ONU por um dia para Juba no sul do Sudão para tirar fotos de uma barca com ajuda alimentar para a região, mas logo a situação mudou novamente. A ONU recebeu permissão de um grupo rebelde para voar a ajuda alimentar para Ayod. Rob Hadley estava voando em um avião leve da ONU e convidou Silva e Carter para voar com ele para Ayod.

### Em Ayod
No dia seguinte, sua aeronave leve pousou na pequena aldeia de Ayod com o cargueiro pousando logo depois. Os residentes da aldeia estavam sendo assistidos pela estação de ajuda da ONU há algum tempo. Greg Marinovich e João Silva descreveram isso no livro The Bang-Bang Club, Capítulo 10 "Moscas e Pessoas Famintas". Marinovich escreveu que os aldeãos já estavam esperando ao lado da pista para obter a comida o mais rápido possível: "Mães que se juntaram à multidão esperando por comida deixaram seus filhos no chão arenoso próximo." Silva e Carter se separaram para tirar fotos de crianças e adultos, tanto vivos quanto mortos, todos vítimas da fome catastrófica que havia surgido devido à guerra. Carter foi várias vezes até Silva para lhe contar sobre a situação chocante que acabara de fotografar. Testemunhar a fome o afetou emocionalmente. Silva estava procurando por soldados rebeldes que pudessem levá-lo a alguém em autoridade e quando encontrou alguns soldados, Carter se juntou a ele. Os soldados não falavam inglês, mas um estava interessado no relógio de Carter. Carter lhe deu seu relógio de pulso barato como presente. Os soldados tornaram-se seus guarda-costas e os seguiram para sua proteção.
Para ficar uma semana com os rebeldes, precisavam da permissão de um comandante rebelde. Seu avião estava programado para partir em uma hora e sem a permissão para permanecer, seriam forçados a voar para fora. Novamente, eles se separaram e Silva foi ao complexo da clínica para pedir a permissão do comandante rebelde e lhe disseram que o comandante estava em Kongor, Sudão do Sul. Isso foi uma boa notícia para Silva, já que "seu pequeno avião da ONU estava indo para lá em seguida". Ele deixou a clínica e voltou para a pista, tirando fotos de crianças e adultos no caminho. Ele encontrou uma criança deitada de rosto no sol quente e tirou uma foto.
Carter viu Silva na pista e lhe disse: "Você não vai acreditar no que acabei de fotografar! … Eu estava fotografando essa criança de joelhos, e então mudei meu ângulo, e de repente havia esse abutre bem atrás dela! … E eu continuei fotografando – tirei muitos filmes!" Silva lhe perguntou onde ele havia tirado a foto e estava procurando para tirar uma foto também. Carter apontou para um local 50 m (160 pé) de distância. Então Carter lhe disse que havia espantado o abutre. Ele disse a Silva que estava chocado com a situação que acabara de fotografar, dizendo: "Eu vejo tudo isso, e tudo o que consigo pensar é em Megan", sua filha pequena. Alguns minutos depois, eles deixaram Ayod para Kongor.
Em 2011, o pai da criança revelou que a criança era na verdade um menino, Kong Nyong, e havia sido cuidado pela estação de ajuda alimentar da ONU. Nyong havia morrido por volta de 2007, de "febres", provavelmente malária.

## Publicação e reação pública
Em março de 1993, o The New York Times procurava uma imagem para ilustrar uma matéria de Donatella Lorch sobre a fome no Sudão. Nancy Buirski, editora de fotografia do jornal, ligou para Marinovich, que lhe falou sobre "uma imagem de um abutre observando uma criança faminta que havia desmaiado na areia." A foto de Carter foi publicada na edição de 26 de março de 1993. A legenda dizia: "Uma pequena menina, enfraquecida pela fome, desmaiou recentemente ao longo do caminho para um centro de alimentação em Ayod. Perto, um abutre esperava."
A primeira publicação no The New York Times "causou sensação", escreveu Marinovich, acrescentando, "Ela estava sendo usada em cartazes para arrecadar fundos para organizações de ajuda. Jornais e revistas ao redor do mundo a publicaram, e a reação imediata do público foi enviar dinheiro para qualquer organização humanitária que tivesse uma operação no Sudão."
A escritora cultural Susan Sontag discutiu o comportamento ético de fotógrafos, editores e espectadores de tais imagens em seu ensaio Regarding the Pain of Others (2003): "Há vergonha além do choque ao olhar para o close-up de um verdadeiro horror. Talvez as únicas pessoas com o direito de ver imagens de sofrimento de tal ordem extrema sejam aquelas que poderiam fazer algo para aliviá-lo … ou aquelas que poderiam aprender com isso. O resto de nós somos voyeurs, quer isso seja intencional ou não."

### Editorial Especial
Devido à reação pública e perguntas sobre a condição da criança, o The New York Times publicou um editorial especial na edição de 30 de março de 1993, que dizia em parte: "Uma foto na sexta-feira passada com um artigo sobre o Sudão mostrou uma pequena menina sudanesa que desmaiou de fome no caminho para um centro de alimentação em Ayod. Um abutre espreitava atrás dela. Muitos leitores perguntaram sobre o destino da menina. O fotógrafo relata que ela se recuperou o suficiente para retomar sua caminhada depois que o abutre foi afastado. Não se sabe se ela chegou ao centro."

## Prêmios
- Prêmio Pulitzer de Fotografia de Reportagem (1994)[25][26]
- Imagem do Ano pela The American Magazine[27]